# Bachfest Leipzig

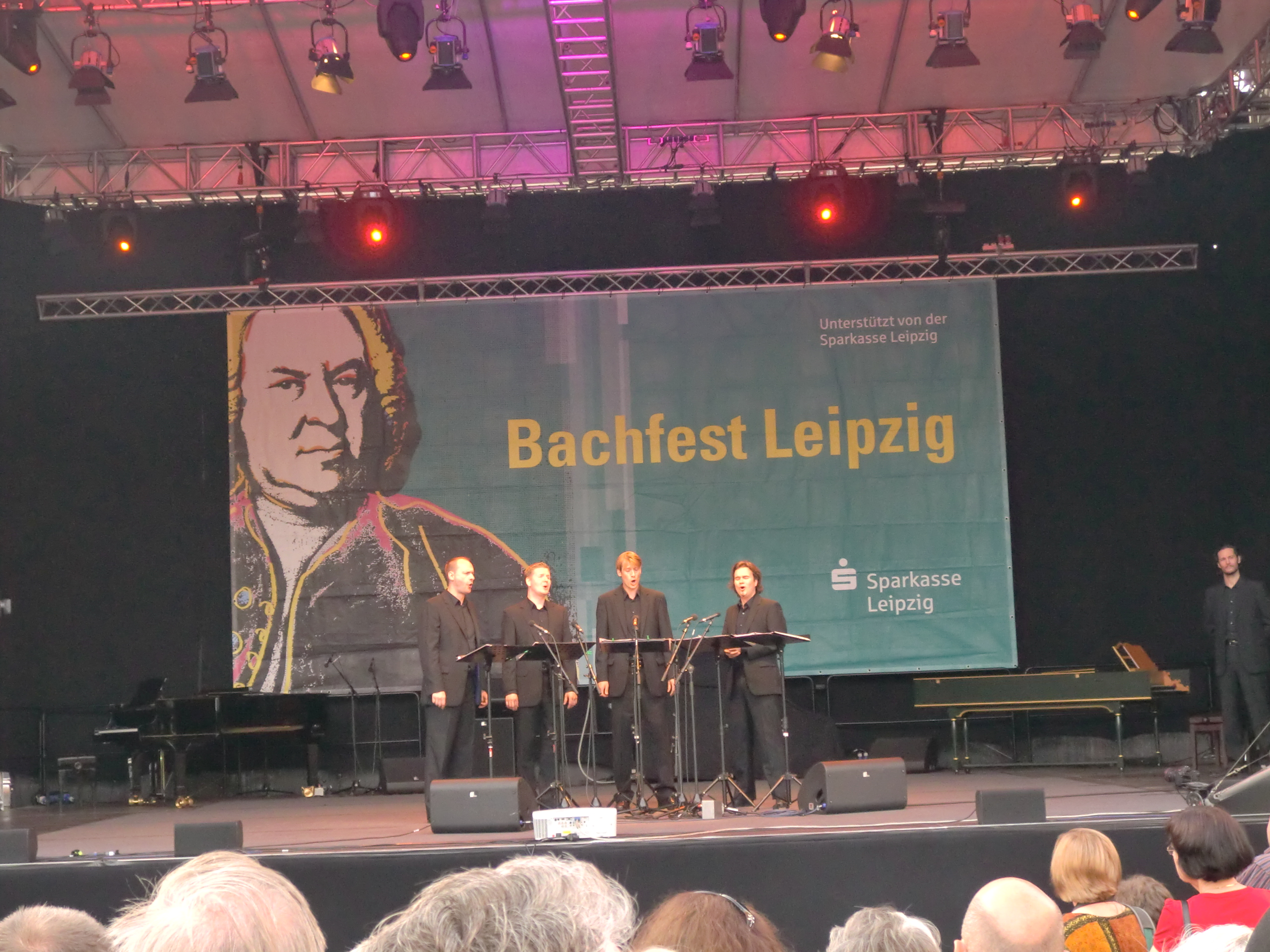
L'ensemble Amarcord di fronte al vecchio municipio di Lipsia per il Festival di Bach

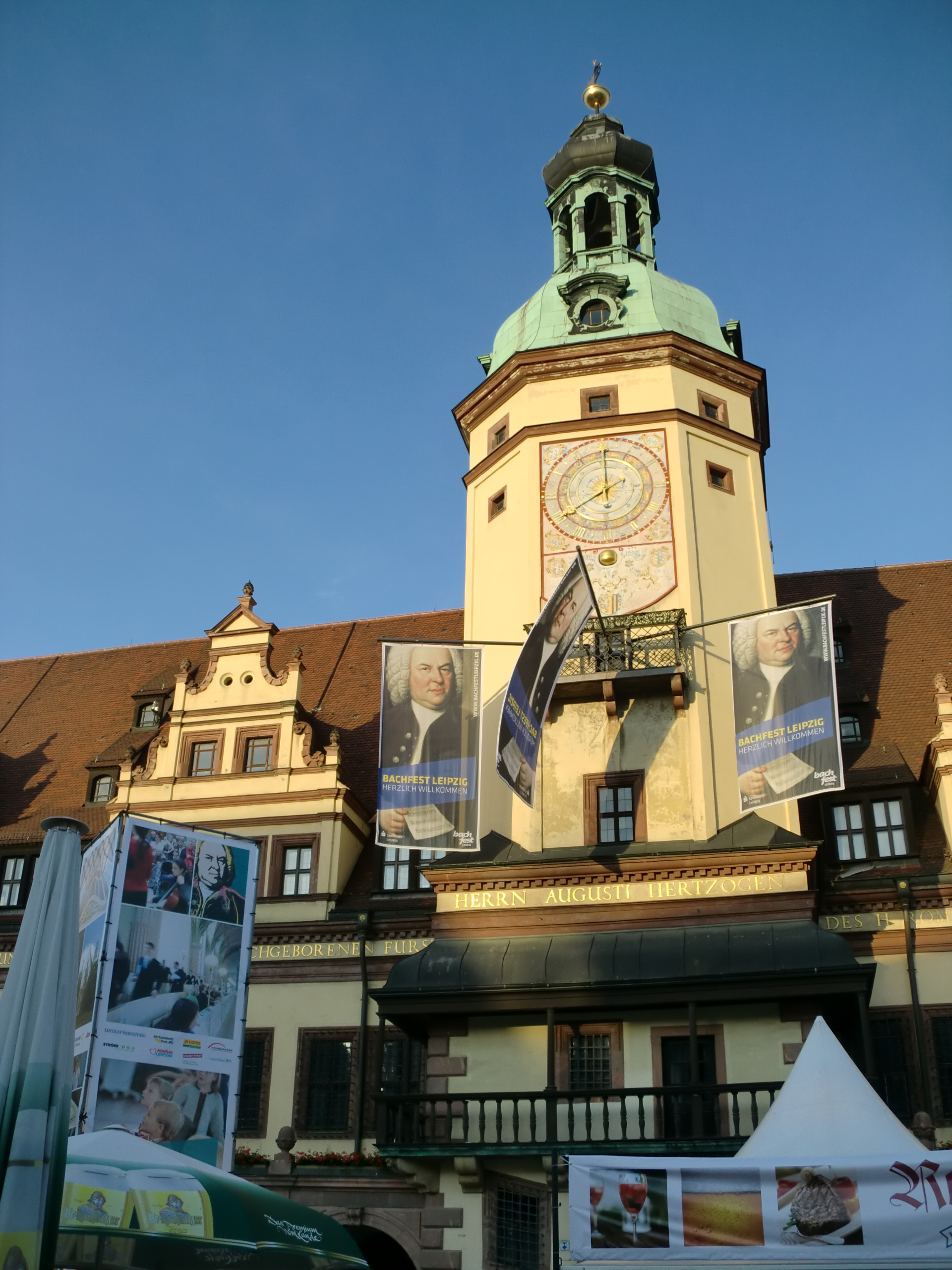
Pubblicità per il Festival di Bach di fronte al Municipio Vecchio di Lipsia

Il Bachfest Leipzig (Festival di Bach) è un festival di musica che si svolse a Lipsia per la prima volta nel 1908.

## Storia
Già nel 1904 si tenne il 2º Festival tedesco di Bach della New Bach Society nella città fieristica. Il Festival di Bach si è successivamente svolto a intervalli irregolari, a volte indicati come settimane o giorni di Bach.
L'archivio di Bach organizza il festival per conto della città di Lipsia ogni anno dal 1999, ogni volta con un motto diverso.
Al Festival di Bach, le opere di Johann Sebastian Bach, che visse a Lipsia dal 1723 fino alla sua morte nel 1750 e agì come Thomaskantor nella chiesa di St. Thomas, vengono eseguite in vari contesti.
Ogni anno, circa 100 singoli eventi si svolgono nell'ambito del Festival di Bach, tra cui un concerto diretto dal Thomaskantor all'inaugurazione.

## Motti
- 2004: Bach e il romanticismo
- 2005: Bach e il futuro
- 2006: Da Bach a Mozart
- 2007: Da Monteverdi a Bach
- 2008: Bach e i suoi figli
- 2009: Bach - Mendelssohn - Reger
- 2010: Bach - Schumann - Brahms
- 2011: ... secondo il gusto italiano
- 2012: "… una nuova canzone" - 800 anni di Thomana
- 2013: Vita Christi
- 2014: La vera via
- 2015: Sei così meravigliosa, cara città!
- 2016: Secrets of Harmony
- 2017: A nice new song' - music and reformation
- 2018: cicli
- 2019: Hof Compositeur Bach
- 2020: BACH - We Are FAMILY (dall'11 al 21 giugno 2020)